# Recska-patak
A Recska-patak a Bükk-vidéken ered mintegy 550 m tszf. magasságban, a Bélapátfalva közelében található Harica-völgyben. 6,5 km-es útja során 240 métert esik a forrásától a torkolatáig. Mellékága a 6 km hosszú Kecső-patak.
A Bükki Nemzeti Park munkatársai a patak felső folyásának megtisztításának, rendbetételének tervét elkészítették, amelyet a közeljövőben várhatóan a megvalósítás követ, amely biztosítja a patak könnyebb lefolyását és a patak vizének tisztítását is.

## Partmenti települések
A Recska-patak partján elhelyezkedő Bélapátfalva településen több mint 3000 fő él.